# Héctor Baldassi
Héctor Baldassi (Córdoba-Río Ceballos, 1966. január 5.–) argentin nemzetközi labdarúgó-játékvezető.

## Pályafutása

### Nemzeti játékvezetés
1997-ben került országa legmagasabb labdarúgó-osztályának játékvezetői közé.  Dél-Amerikában 2002-től az egyik legjobb játékvezetőnek tartják.

### Nemzetközi játékvezetés
Az Argentin labdarúgó-szövetség Játékvezető Bizottsága (JB) terjesztette fel nemzetközi játékvezetőnek, a Nemzetközi Labdarúgó-szövetség (FIFA) 2000-től tartotta nyilván bírói keretében. Több válogatott és nemzetközi klubmérkőzést vezetett. Az argentin nemzetközi játékvezetők rangsorában, a világbajnokság-Amerika-bajnokság sorrendjében többedmagával az 1. helyet foglalja el 23 találkozó szolgálatával. Az aktív nemzetközi játékvezetéstől 2011-ben a FIFA 45 éves korhatárát elérve búcsúzott.

#### Világbajnokság

##### U20-as labdarúgó-világbajnokság
Egyiptom rendezte a 17., a 2009-es U20-as labdarúgó-világbajnokságot, ahol a FIFA JB bírói szolgálattal alkalmazta.

###### 2009-es U20-as labdarúgó-világbajnokság
| Időpont              | Helyszín                     | Mérkőzés típusa              | Mérkőzés                  | Eredmény | Nézők száma |
| -------------------- | ---------------------------- | ---------------------------- | ------------------------- | -------- | ----------- |
| 2009. szeptember 26. | Városi Stadion, Szuez        | csoportmérkőzés (C. csoport) | Kamerun–Dél-Korea         | 2 : 0    | 25 000      |
| 2009. szeptember 30. | Központi Stadion, Alexandria | csoportmérkőzés (F. csoport) | Magyarország–Dél-Afrika   | 4 : 0    | 12 000      |
| 2009. október 5.     | Álszálám Stadion, Kairó      | egyenes kiesés               | Spanyolország–Olaszország | 1 : 3    | 6 150       |

---
A világbajnoki döntőhöz vezető úton Dél-Koreába és Japánba a XVII., a 2002-es labdarúgó-világbajnokságra, Németországba a XVIII., a 2006-os labdarúgó-világbajnokságra és Dél-Afrikába a XIX., a 2010-es labdarúgó-világbajnokságra a FIFA JB játékvezetőként alkalmazta. A FIFA JB 2010. február 5-én kijelölte a (június 11.-július 11.) közötti dél-afrikai világbajnokságon közreműködő 30 játékvezetőt, akik Kassai Viktor és 28 társa között ott lehetett a világtornán. Az érintettek március 2-6. között a Kanári-szigeteken vettek részt szemináriumon, ezt megelőzően február 26-án Zürichben orvosi vizsgálaton kellett megjelenniük. Az ellenőrző vizsgálatokon megfelelt az elvárásoknak. Világbajnokságokon vezetett mérkőzéseinek száma: 4.

##### 2002-es labdarúgó-világbajnokság

###### Selejtező mérkőzés
| Időpont            | Helyszín                                             | Mérkőzés típusa             | Mérkőzés        | Eredmény | Nézők száma |
| ------------------ | ---------------------------------------------------- | --------------------------- | --------------- | -------- | ----------- |
| 2000. július 25.   | Polideportivo de Pueblo Nuevo Stadion, San Cristóbal | CONMEBOL zóna               | Venezuela–Chile | 0 : 2    | 14 880      |
| 2001. november 14. | Monumental "U" Stadion, Lima                         | Dél-Amerika (CONMEBOL) zóna | Peru–Bolívia    | 1 : 1    | 2 374       |

##### 2006-os labdarúgó-világbajnokság

###### Selejtező mérkőzés
| Időpont             | Helyszín                          | Mérkőzés típusa             | Mérkőzés         | Eredmény | Nézők száma |
| ------------------- | --------------------------------- | --------------------------- | ---------------- | -------- | ----------- |
| 2003. szeptember 6. | Nemzeti Stadion, Lima             | Dél-Amerika (CONMEBOL) zóna | Peru–Paraguay    | 4 : 1    | 42 557      |
| 2004. június 2.     | Olímpico Atahualpa Stadion, Quito | Dél-Amerika (CONMEBOL) zóna | Ecuador–Kolumbia | 2 : 1    | 31 484      |
| 2004. szeptember 5. | Morumbi Stadion, São Paulo        | Dél-Amerika (CONMEBOL) zóna | Brazília–Bolívia | 3 : 1    | 60 000      |
| 2004. november 17.  | GSP Stadion, Nicosia              | Dél-Amerika (CONMEBOL) zóna | Peru–Chile       | 2 : 1    | 39 752      |
| 2005. június 7.     | Nemzeti Stadion, Lima             | Dél-Amerika (CONMEBOL) zóna | Peru–Uruguay     | 0 : 0    | 31 515      |
| 2005. szeptember 3. | Hernando Siles Stadion, La Paz    | Dél-Amerika (CONMEBOL) zóna | Bolívia–Ecuador  | 1 : 2    | 8 434       |
| 2005. október 12.   | Mangueirão Stadion, Belém         | Dél-Amerika (CONMEBOL) zóna | Brazília–Bolívia | 3 : 0    | 47 000      |

##### 2010-es labdarúgó-világbajnokság

###### Selejtező mérkőzés
| Időpont             | Helyszín                                             | Mérkőzés típusa | Mérkőzés           | Eredmény | Nézők száma |
| ------------------- | ---------------------------------------------------- | --------------- | ------------------ | -------- | ----------- |
| 2007. október 17..  | Defensores del Chaco Stadion, Asunción               | CONMEBOL zóna   | Paraguay–Uruguay   | 1 : 0    | 23 200      |
| 2007. november 21.  | Cícero Pompeu de Toledo (Morumbi) Stadion, São Paulo | CONMEBOL zóna   | Brazília–Uruguay   | 2 : 1    | 70 000      |
| 2008. június 18.    | Olímpico Atahualpa Stadion, Quito                    | CONMEBOL zóna   | Ecuádor–Kolumbia   | 0 : 0    | 33 588      |
| 2008. szeptember 9. | Defensores del Chaco Stadion, Asunción               | CONMEBOL zóna   | Paraguay–Venezuela | 2 : 0    | 31 867      |
| 2008. október 14.   | Hernando Siles Stadion, La Paz                       | CONMEBOL zóna   | Bolivia–Uruguay    | 2 : 2    | 21 075      |
| 2009. április 1.    | Nemzeti Stadion, Santiago                            | CONMEBOL zóna   | Chile–Uruguay      | 0 : 0    | 55 000      |
| 2009. szeptember 9. | Hernando Siles Stadion, La Paz                       | CONMEBOL zóna   | Bolivia–Ecuador    | 1 : 3    | 10 200      |

###### Világbajnoki mérkőzés
| Időpont          | Helyszín                          | Mérkőzés típusa              | Mérkőzés                 | Eredmény | Nézők száma |
| ---------------- | --------------------------------- | ---------------------------- | ------------------------ | -------- | ----------- |
| 2010. június 13. | Loftus Versfeld Stadion, Pretoria | csoportmérkőzés (D. csoport) | Szerbia–Ghána            | 0 : 1    | 38 833      |
| 2010. június 19. | Moses Mabhida Stadion, Durban     | csoportmérkőzés (E. csoport) | Hollandia–Japán          | 1 : 0    | 62 010      |
| 2010. június 25. | Free State Stadion, Bloemfontein  | csoportmérkőzés (H. csoport) | Svájc–Honduras           | 0 : 0    | 28 042      |
| 2010. június 29. | Green Point Stadion, Fokváros     | egyik nyolcaddöntő           | Spanyolország–Portugália | 1 : 0    | 62 955      |

#### Amerika-kupa
Peru rendezte a 41., a 2004-es Copa América labdarúgó tornát, ahol a CONMEBOL JB bíróként foglalkoztatta.
| Időpont          | Helyszín                     | Mérkőzés típusa              | Mérkőzés            | Eredmény | Nézők száma |
| ---------------- | ---------------------------- | ---------------------------- | ------------------- | -------- | ----------- |
| 2004. július 6.  | Nemzeti Stadion, Lima        | csoportmérkőzés (A. csoport) | Peru–Bolívia        | 2 : 2    | 45 000      |
| 2004. július 11. | GSP Stadion, Nicosia         | csoportmérkőzés (C. csoport) | Brazília–Costa Rica | 4 : 1    | 12 000      |
| 2004. július 18. | Jorge Basadre Stadion, Tacna | egyik negyeddöntő            | Paraguay–Uruguay    | 1 : 3    | 20 000      |

#### Olimpia
Kína adott otthont a XXIX., a 2008. évi nyári olimpiai játékok labdarúgó tornájának, ahol a FIFA JB játékvezetői szolgálatra alkalmazta. Állandó segítői, asszisztensei  Ricardo Casas  és Hernán Maidana volt.

##### 2008. évi nyári olimpiai játékok
| Időpont             | Helyszín                  | Mérkőzés típusa              | Mérkőzés            | Eredmény | Nézők száma |
| ------------------- | ------------------------- | ---------------------------- | ------------------- | -------- | ----------- |
| 2008. augusztus 10. | Olimpiai Stadion, Senjang | csoportmérkőzés (C. csoport) | Belgium–Kína        | 2 : 0    | 45 756      |
| 2008. augusztus 13. | Olimpiai Stadion, Senjang | csoportmérkőzés (B. csoport) | Hollandia–Japán     | 1 : 0    | 38 790      |
| 2008. augusztus 16. | Munkás Stadion, Peking    | egyik negyeddöntő            | Olaszország–Belgium | 2 : 3    | 50 802      |

#### Nemzetközi kupamérkőzések
Vezetett Kupa-döntők száma: 2.

##### Libertadores-kupa
| Időpont             | Helyszín                                             | Mérkőzés típusa        | Mérkőzés                                 | Eredmény | Nézők száma |
| ------------------- | ---------------------------------------------------- | ---------------------- | ---------------------------------------- | -------- | ----------- |
| 2008. július 2.     | Mario Salgado Filho Maracaná Stadion, Rio de Janeiro | második döntő mérkőzés | Fluminense (brazil)–LDU Quito (ecuádori) | 3 : 1    | 86 027      |
| 2010. augusztus 11. | Omnilife Stadion, Zapopán                            | első döntő mérkőzés    | Guadalajara–Internacional (brazil)       | 1 : 2    | 45 000      |

##### UEFA-kupa
2003-ban az Európai Labdarúgó-szövetség (UEFA) nemzetközi kapcsolatának eredményeként lehetőséget kapott, hogy Európában bemutatkozhasson.
| Időpont             | Helyszín                | Mérkőzés típusa        | Mérkőzés                      | Eredmény |
| ------------------- | ----------------------- | ---------------------- | ----------------------------- | -------- |
| 2003. augusztus 28. | Munajsi Stadion, Atirau | kvalifikációs mérkőzés | PFK Levszki Szofija–Atirau FK | 2 : 0    |

## Sikerei, díjai
- Az IFFHS szerint 2007-ben világ legjobb 11., 2008-ban a 10. tagja lett.
- A IFFHS (International Federation of Football History & Statistics) 1987-2011 évadokról tartott nemzetközi szavazásán 151, játékvezető besorolásával minden idők 25, legjobb bírójának rangsorolta, holtversenyben Luigi Agnolin társaságában. A 2008-as szavazáshoz képest 43 pozíciót előbbre lépett.